# Safety Not Guaranteed
Safety Not Guaranteed és una pel·lícula de comèdia de ciència-ficció estatunidenca del 2012 dirigida per Colin Trevorrow i protagonitzada per Aubrey Plaza i Mark Duplass. Es va inspirar en un anunci classificat en broma que es publicava a Backwoods Home Magazine l'any 1997. La pel·lícula es va projectar al Festival de Cinema de Sundance de 2012, on va guanyar el Waldo Salt Screenwriting Award. Va rebre crítiques generalment positives.

## Argumenta
Darius Britt és una graduada intel·ligent però desil·lusionada de la Universitat de Washington que viu a casa seva a Seattle amb el seu pare vidu i treballa com a interna a Seattle Magazine. Un dels escriptors de la revista, Jeff Schwensen, proposa investigar un anunci classificat del diari que diu:
| « | Es busca: algú que torni enrere en el temps amb mi. Això no és una broma. BIT. Box 91 Ocean View, WA 99393. Rebreu el pagament quan tornem. Heu de portar les vostres pròpies armes. Només ho he fet una vegada abans. SEGURETAT NO GARANTIDA. | » |

La cap de Jeff, Bridget, aprova la seva idea d'història i Jeff selecciona el seu equip: Darius i Arnau, un estudiant estudiós de la UW que fa pràctiques a la revista per diversificar el seu currículum per a les aplicacions de l'escola de medicina. Viatgen a la comunitat costanera d'Ocean View per trobar i perfilar la persona que ha escrit l'anunci. El motiu ocult de Jeff per a aquesta tasca fora de la ciutat és localitzar el seu interès amorós perdut des de fa temps que viu a la ciutat.
Darius descobreix que l'anunci va ser col·locat per Kenneth Calloway, un dependent d'una botiga de queviures local. L'intent de Jeff d'apropar-se a Kenneth l'allunya, així que Jeff ordena a Darius que es posin en contacte. L'actitud desafecta d'en Darius li serveix, i ràpidament s'apropa a Kenneth mentre es presenta com a candidata per acompanyar-lo en la seva missió. Mentre Kenneth és paranoic i creu que els agents secrets segueixen tots els seus moviments, Darius es guanya la seva confiança mentre participa en una sèrie d'exercicis d'entrenament al bosc al voltant de casa seva i comença a desenvolupar sentiments per ell. Li diu a Kenneth que va perdre la seva mare quan era jove i li diu que la seva missió és evitar la mort de la seva mare. Kenneth diu que la seva missió és tornar al 2001 i evitar la mort de la seva antiga xicota, Belinda, que va morir quan algú va conduir un cotxe a casa seva.
Mentrestant, Jeff rastreja la Liz, una aventura dels seus anys d'adolescència. Tot i que ella no és tan atractiva com ell havia recordat, es reconnecten i dormen junts. Li demana que torni amb ell a Seattle, però ella creu que això és només una altra aventura per a ell, així que es nega. Enfadat pel seu rebuig, Jeff porta l'Arnau a la ciutat i recullen algunes dones joves. Jeff li diu a l'Arnau que no malgasti la seva joventut i el convenç de passar la nit amb una de les dones.
L'endemà al matí, Jeff rep una trucada telefònica de Bridget, que ha estat seguint les notes de l'equip sobre la història. Informa a Jeff que la Belinda encara viu i viu a una hora de distància d'on són. Durant una entrevista, Darius s'assabenta que la Belinda només era amiga de Kenneth, i que en realitat Kenneth era qui havia conduït a la casa del seu xicot, i que, tanmateix, ningú havia resultat ferit. Després de l'entrevista, Darius és interrogat per dos agents del govern que han estat seguint Kenneth i creuen que pot ser un espia a causa de la seva comunicació amb els científics del govern. Saben que Kenneth ha estat entrant als laboratoris i robant equip.
Darius torna a casa de Kenneth per enfrontar-se a ell, però Kenneth raona que la raó per la qual la Belinda està viva ara és que la seva missió de viatge en el temps va tenir èxit. Jeff corre per advertir-los que els agents del govern també són a la propietat. Kenneth entra en pànic i corre cap al bosc. Darius segueix Kenneth, que ha pujat a la seva màquina del temps, que s'ha integrat en un petit vaixell al llac. Darius es disculpa per mentir a Kenneth, li diu que tot el que compartien era real i s'uneix a ell al vaixell. Kenneth li diu a Darius que ara la seva missió és només tornar a buscar-la. Jeff, Arnau i els agents observen com Kenneth i Darius activen la màquina del temps i desapareixen. Una entrevista filmada, presumiblement d'anterior, mostra a Kenneth explicant per què va triar reclutar una parella per als seus viatges en el temps.

## Repartiment
- Aubrey Plaza com a Darius Britt
- Mark Duplass com Kenneth Calloway
- Jake Johnson com a Jeff Schwensen
- Karan Soni com a Arnau
- Jenica Bergere com a Liz
- Mary Lynn Rajskub com a Bridget
- Kristen Bell com a Belinda
- Jeff Garlin com el pare de Darius
- William Hall Jr. com a Shannon

## Producció
Al número de setembre/octubre de 1997 de Backwoods Home, l'editor sènior John Silveira va escriure un anunci de broma com a farciment per a la secció d'anuncis classificats de la revista:
| « | Es busca: algú que torni enrere en el temps amb mi. Això no és una broma. BIT. Box 322 Oakview, CA 93022. Rebreu el pagament quan tornem. Heu de portar les vostres pròpies armes. Seguretat no garantida. Només he fet això una vegada abans. | » |

Aquest número de la revista també va incloure un anunci personal fals que utilitzava la mateixa bústia de correus, la pròpia adreça de correu de Silveira, que Silveira va pensar que revelaria l'acudit. No obstant això, la "Seguretat No Garantida" es va convertir en un fenomen cultural. L'adreça va rebre milers de cartes en resposta a l'anunci de viatges en el temps. L'anunci va aparèixer a The Tonight Show with Jay Leno i es va parlar repetidament a la sèrie de ràdio Car Talk.
Connolly es va trobar amb referències a l'anunci el 2007 i inicialment va suposar que era genuí: "Hi havia alguna cosa realment trista en tot plegat. Què passa si realment es lamenta d'alguna cosa del seu passat que vol tornar enrere i arreglar. Això és el que em va cridar l'atenció". Connolly va escriure un primer esborrany del guió com una comèdia d'amics, però més tard va reescriure el paper principal tenint en compte Plaza, després de veure la seva actuació a Funny People. Volent obtenir el permís de l'escriptor de l'anunci per adaptar el concepte a una pel·lícula, Connolly finalment va localitzar Silveira que va donar la seva benedicció.
La pel·lícula es va rodar a Seattle i Ocean Shores (Washington), i altres llocs a 30 milles de Seattle. També està ambientat parcialment a Seattle. La pel·lícula es va rodar amb una càmera Sony F3 amb lents Panavision antigues, que van donar a la pel·lícula un "aspecte Hal Ashby desitjat" pel director Colin Trevorrow. The Film Collaborative va informar que el pressupost de producció era de 750.000 $. Duplass i el seu germà Jay van rebre crèdit de productor executiu.

## Recepció crítica
Safety Not Guaranteed té un 91% d'aprovació a Rotten Tomatoes basat en ressenyes de 150 crítics; la valoració mitjana és de 7,40/10. El consens crític del lloc afirma: "Les ambicions aparentment modestes de Safety Not Guaranteed s'han superat per les bones actuacions de la pel·lícula, l'encant seductor i la història sincera." Metacritic atorga a la pel·lícula una puntuació de 72 sobre 100 segons les crítiques de 31 crítics, indicant "crítiques generalment favorables".
Stephen Holden de The New York Times va escriure que les travessies de la història estan "aprofitades per un tema subjacent lamentable sobre els somnis esvaïts d'aquells aspirants a professionals d'entre 20 i 30 anys." Roger Ebert va elogiar la pel·lícula per la qualitat del diàleg, personatges amb profunditat i dimensió, així com Mark Duplass per la seva interpretació equilibrada.
Safety Not Guaranteed ha estat qualificada com "una de les pel·lícules més influents de l'última dècada" pel que fa al seu efecte en la indústria cinematogràfica. Feta el 2012 amb un director i guionista primerenc i amb un cost inferior a un milió de dòlars, aquesta indie impulsada per personatges va cridar l'atenció de Netflix, presagiant el paper dels  streaming en la creació i distribució, i directors de pel·lícules de petit pressupost ben considerades que s'utilitzen per dirigir pel·lícules de gran pressupost.

## Premis
| Premi                                                 | Categoria                                      | Nominats | Resultat                  |
| ----------------------------------------------------- | ---------------------------------------------- | --- | ------------------------- |
| Premis ALMA                                           | Actriu de pel·lícula preferida comèdia/musical | Aubrey Plaza | Guanyador                 |
| Premi de l'Associació de Crítics de Cinema de Chicago | Cineasta més prometedor                        | Colin Trevorrow | Nominat                   |
| Gotham Independent Film Awards                        | Millor interpretació de conjunt                | Aubrey Plaza, Mark Duplass, Jake Johnson, Karan Soni, Jenica Bergere, Kristen Bell, Jeff Garlin, Mary Lynn Rajskub | Nominat                   |
| Premis Independent Spirit                             | Millor primera pel·lícula                      | Colin Trevorrow | Nominat                   |
| Premis Independent Spirit                             | Millor primer guió                             | Derek Connolly | Guanyador                 |
| Festival Internacional de Cinema de Leiden            | Iron Herring: Millor llargmetratge             | Colin Trevorrow i Derek Connolly                                                                                   | Guanyador                 |
| St. Louis Gateway Film Critics Association            | Millor actriu                                  | Aubrey Plaza | Nominat                   |
| St. Louis Gateway Film Critics Association            | Millor pel·lícula d'arthouse o festival        | | compartit amb Compliance) |
| Festival de Cinema de Sundance                        | Gran Premi del Jurat: Dramàtic                 | Colin Trevorrow | Nominat                   |
| Festival de Cinema de Sundance                        | Premi de guió Waldo Salt                       | Derek Connolly | Guanyador                 |
| Premis Young Hollywood                                | Premi al rendiment innovador                   | Aubrey Plaza | Guanyador                 |